# Русь (пилотажная группа)
«Русь» — авиационная группа высшего пилотажа, созданная на базе Вяземского учебного авиационного центра ДОСААФ в 1987 году. Пилотажная группа выступает на реактивных учебно-тренировочных самолётах Л-39.

## История
В 1987 году на базе Вяземского УАЦ была организована пилотажная группа. Для создаваемой авиагруппы в Вяземский учебный авиационный центр были переданы десять самолётов Л-39. 18 августа 1987 года группа на десяти самолётах (на девяти самолётах выполняли групповой пилотаж, на одном — сольный пилотаж) приняла участие в воздушном параде в Тушино. Это было первым публичным выступлением новой пилотажной группы. Показательную программу вяземских пилотов наблюдали свыше 800 тысяч посетителей парада, а также телезрители всего СССР.
Вскоре, в конце 1987 года начальником Вяземского учебного авиационного центра и ведущим пилотажной группы был назначен полковник Юрий Дмитриевич Быков. Программа пилотажной группы была усовершенствована, а также неоднократно демонстрировалась на различных торжественных мероприятиях.
7 июня 1991 года произошла первая авиационная катастрофа в истории Вяземского учебного авиационного центра. При выполнении полётного задания потерпел крушение Л-39 под управлением начальника центра полковника Ю. Д. Быкова. Лётчик погиб. Ведущим «Руси» стал Евгений Бурчанов, заместитель начальника учебного авиационного центра. 26 июня 1992 года при отработке нового элемента пилотажа разбился самолёт В. Е. Архипова. Лётчик погиб.
С 1992 года Вяземский учебный авиационный центр и пилотажную эскадрилью «Русь» возглавил лётчик-инструктор первого класса полковник запаса Казимир Эдуардович Тиханович. Вскоре у Тихановича появилось серьёзное препятствие — вышедшее 12 мая 1992 правительственное постановление о ликвидации всех учебных авиационных центров поставило под угрозу судьбу пилотажной группы и учебной базы. Игнорируя приказы чиновников, группа продолжала тренировки, доказывая необходимость своего существования. В итоге Вяземский учебный авиационный центр был переименован в Вяземский аэроклуб, а пилотажная группа продолжила выступления.
В 1997 году эскадрилья «Русь» совершила показательные выступления в Чехии, посетив Прагу и Градец Кралове. Команда получила высокую оценку зарубежных специалистов. Особенно отметили профессионализм русских лётчиков представители производителя самолётов Л-39 — компании «Аэро водоходы». В качестве подарка они бесплатно сделали эффектную раскраску самолётов группы.
С 2011 года командиром пилотажной группы "Русь" стал Анатолий Марунько, также он возглавил Вяземский УАЦ, на территории которого базировалась группа.

## Состав группы
Ведущие группы (в различное время): в 1987 году — Фарид Акчурин, в 1987—1991 годах — Ю. Д. Быков, в 1991—2002 годах — Евгений Бурчанов.
Первоначальный состав группы: Фарид Акчурин (начальник авиацентра), Валентин Селявин, Сергей Борисович Бондаренко, Сергей Петрович Бондаренко, Николай Жданов, Казимир Норейка, Александр Прядильщиков, Николай Чекашкин, Владимир Архипов, Николай Золотарёв, Виктор Алейников (с 1991 по 1994 гг. включительно - ведущий звена). Отдельно сольное выступление готовил Николай Погребняк.
Состав группы в 2000 году:
- звено № 1: Евгений Валентинович Бурчанов (командир звена и ведущий пилотажной группы, в группе - с 1989 года), Александр Михайлович Савлюк (в группе - с 1991 года), Сергей Максимов (в группе - с 1996 года);
- звено № 2: Анатолий Михайлович Марунько (командир звена, в группе - с 1990 года), Михаил Алексеевич Колле (в группе - с 1990 года), Василий Петрович Когут (в группе - с 1992 года);
- замыкающий группы Николай Жеребцов (в группе - с 1992 года);
- крайние ведомые (выполняют парный пилотаж, например, "зеркало"): Валентин Селявин (в группе - со дня основания), Сергей Петрович Бондаренко (в группе - со дня основания);
- одиночный пилотаж совершил Валерий Викторович Соболев, мастер спорта[3].

Состав группы в 2007 году (руководитель полётов Евгений Бурчанов):
- ведущий группы Станислав Львович Дрёмов; Сергей Петрович Бондаренко, Николай Жеребцов, Михаил Алексеевич Колле, Василий Петрович Когут, Анатолий Михайлович Марунько, Александр Михайлович Савлюк, солист Валерий Викторович Соболев[2][5].

Позднее эскадрилья «Русь» выполняла полёты в составе 6 самолётов:
- ведущий группы — Анатолий Михайлович Марунько;
- хвостовой ведомый — Николай Михайлович Жеребцов;
- левый ведомый — Михаил Алексеевич Колле;
- правый ведомый — Николай Егорович Алексеев;
- сольный пилотаж — Станислав Львович Дрёмов;
- сольный пилотаж — Игорь Анатольевич Душечкин.

В день города в Саранске 12 июня 2011 г. «Русь» выступала в составе 5 самолётов. 4 самолёта в «фирменной» раскраске выполняли групповой пилотаж, 1 самолёт в камуфляже и знаками ВВС России выполнял индивидуальные фигуры. 25 июня 2011 года на фестивале «Крылья Пармы» в городе Пермь «Русь» выступала в составе 5 самолётов, групповой пилотаж выполнялся как в группе из 5 самолётов, так и из 4 самолётов. 29 и 30 июня 2013 года в той же Перми на «Крыльях Пармы» выполняли групповой пилотаж на 4 и 5 самолётах, сольный пилотаж исполнял Станислав Львович Дрёмов.
Текущий состав пилотажной группы "Русь" по данным на 2019 год:
- ведущий группы — Анатолий Михайлович Марунько, является также начальником ВУАЦ;
- хвостовой ведомый, сольный пилотаж [7]— Игорь Анатольевич Душечкин;
- левый ведомый — Владимир Леонидович Уланов, является заместителем начальника ВУАЦ по летной подготовке;
- левый внешний ведомый, сольный пилотаж[7] — Василий Петрович Когут;
- правый внешний ведомый — Юрий Сергеевич Лукинчук.

## Выступления

### 1987
- 18 августа — выступление на воздушном параде в Тушино.

### 1992
- международная авиационно-космическая выставка «Мосаэрошоу-92» (11-16 августа 1992 г.).

### 1993
- I международный авиационно-космический салон "МАКС-1993" (31 августа — 5 сентября 1993 г.).

### 1995
- II международный авиационно-космический салон МАКС-1995 (22-27 августа 1995 г.).

### 1997
- III международный авиационно-космический салон "МАКС-1997" (19-24 августа 1997 г.);
- Брест (Белоруссия[2]);
- авиашоу в Праге (Чехия[5]);
- авиасалон CIAF-97 (чеш. Czech International Air Fest) в Градеце Кралове), Чехия[2][5]).

### 1998
- выступление на чемпионате России по высшему пилотажу на поршневых самолётах;
- Латвия[2].

### 1999
- 12 июня — выступление на праздновании 1140-летия Великого Новгорода[8];
- IV международный авиационно-космический салон МАКС-1999 (17-22 августа 1999 г.).

### 2001
- V международный авиационно-космический салон МАКС-2001 (14-19 августа 2001 г.)[9].

### 2003
- 24 мая — выступление в день города в Ярославле;
- 31 мая — выступление в день города в Тамбове;
- 12 июня — выступление на праздновании дня России в Нижнем Новгороде;
- 18 июля — выступление в день металлурга в Магнитогорске;
- 2 августа — показательная программа на кубке мира по парашютному спорту в Ступино;
- 16 августа — выступление в Курске в честь 60-летия победы в Курской битве;
- 22-24 августа — VI международный авиационно-космический салон "МАКС-2003" (19-24 августа 2003 г.)[10].

### 2005
- 11 июня — выступление в день города в Кирове;
- 16-21 августа — VII международный авиационно-космический салон "МАКС-2005".

### 2009
- 26 июня — выступление в день молодёжи в Набережных Челнах;
- 28 июня — выступление в день города в Архангельске.

### 2010
- 25 июля — выступление в день ВМФ в Северодвинске;
- 12 и 15 августа — выступление на авиасалоне «ИнтерАэроКом 2010» в Санкт-Петербурге;
- сентябрь — выступление на гидроавиасалоне в Геленджике;
- 2 октября — выступление на авиашоу «Аэромир-XXI» (укр. Авіасвіт-XXI) в Гостомеле (Украина).

### 2011
- 12 июня — выступление в день города в Саранске;
- 25 июня — выступление на авиабазе «Сокол» в городе Перми. Выступление проводилось в рамках проекта «Белые ночи»;
- 30 июня — выступление на V международном военно-морском салоне в Санкт-Петербурге;
- 16-21 августа — X международный авиационно-космический салон "МАКС-2011";
- 11 сентября — выступление на Дне города в Нижнем Новгороде.

### 2012
- 12-13 мая — выступление в честь открытия порта-музея «Леннусадам» в Таллине (Эстония);
- 7 июля — выступление на рок-фестивале "НАШЕствие";
- 10-12 августа — выступление на авиашоу «Общее небо», приуроченном к 100-летию ВВС РФ;
- 15 сентября — выступление в день города Пензы;
- 22 сентября — выступление в Великом Новгороде на праздновании 1150-летия российской государственности;
- 27-30 сентября — выступление на 8-м международном авиационно-космическом салоне «АВІАСВІТ-ХХІ» в Киеве (пгт. Гостомель, аэродром «Киев-Антонов»);
- 14 октября — выступление на военно-историческом празднике «Москва за нами: 1941 год».

### 2013
- 20 июня — выступление при выпуске в Ульяновске («Взлётная полоса 2013»);
- 29-30 июня — выступление на фестивале «Крылья Пармы» в г. Перми, на авиабазе «Сокол» и аэродроме «Фролы»;
- 4 июля — выступление на открытии военно-морского салона в г. Санкт-Петербурге;
- 28 июля — день военно-морского флота, г. Архангельск и г. Северодвинск;
- 2 августа — выступление на корпоративе компании Wargaming.netWargaming.net (в честь 15-летия компании) над линией Сталина (республика Белоруссия);
- 30 августа-1 сентября — XI международный авиационно-космический салон "МАКС-2013".

### 2014
- 2 марта — эстафета паралимпийского огня в Кубинке;
- 12 апреля — авиашоу над местом приземления Юрия Гагарина (вблизи г. Энгельса)[11][12];
- 8 июня — выступление в день города Вязьмы;
- 21 июня — выступление на празднике авиации и спорта, посвящённом 80‑летию образования Минского аэроклуба ДОСААФ и 70‑летию освобождения Белоруссии от немецко-фашистских захватчиков;
- 13 июля — сольное выступление Станислава Дрёмова на военном фестивале «Поле боя»;
- 17 августа — выступление в г. Ульяновске (день воздушного флота России);
- 4 октября — выступление в г. Таганроге на празднике авиации, посвящённом 80‑летию Таганрогского авиационного научно-технического комплекса им. Бериева;
- 12 октября — выступление в г. Сочи на спортивном празднике, посвящённом проведению первых в XXI веке автомобильных соревнований «Формула-1» на территории Российской Федерации.

### 2015
- 18 апреля — выступление в Бородино на открытии автопробега: «Дорогами славы» от Москвы до немецкого Торгау;
- 2 мая — выступление над Богородицким полем (г. Вязьма) на международном автопробеге ДОСААФ России «Дорогами славы»;
- 9 мая — выступление в г. Салехарде на праздновании 70-летней годовщины победы в Великой Отечественной войне[13] ;
- 30-31 мая — выступление на авиашоу «Олимпийское небо» в г. .
- 6 июня — выступление на 55-летии Вяземского учебного авиационного центра;
- 1 июля, 5 июля — выступление на церемониях открытия и закрытия МВМС-2015 в Санкт-Петербурге;
- 28-30 августа — выступление на международном авиационно-космическом салоне "МАКС-2015".

### 2016
- 9 мая — выступление в г. Сыктывкаре на праздновании 71-й годовщины победы в Великой Отечественной войне[14];
- 27-29 мая — выступление в г. Ярославле на авиасалоне "Авиарегион-2016", проходившем на территории аэропорта "Туношна", и праздновании дня города 28 мая 2016 года;
- 27 августа — выступление в г. Рыбинске в рамках авиа-шоу в день города;
- 11 сентября — выступление на праздновании дня города в Самаре.

### 2017
- 9 мая — выступление в г. Тольятти на праздновании 72-й годовщины победы в Великой Отечественной войне[15];
- 23 июля — выступление на международном авиационно-космическом салоне "МАКС-2017";
- 6 августа — выступление в г. Новосибирске на праздновании дня авиации;
- 26 августа — выступление в г. Воронеже на территории аэропорта в день открытых дверей.

### 2018
- 2 августа — выступление в г. Уфе на праздновании дня ВДВ;
- 4 августа — выступление в г. Омске в день города;
- 5 августа — выступление в г. Новосибирске на праздновании дня авиации;
- 10 августа — выступление в г. Казани на фестивале "Я выбираю небо";
- 25 августа — выступление в г. Воронеже на территории аэропорта в день открытых дверей.

### 2019
- 9 мая — выступление в Верхней Пышме в рамках празднования Дня Победы[16];
- 28 июля — выступление в г. Новосибирске на аэродроме Мочище[17];
- 19 августа — выступление в г. Казани на фестивале "Я выбираю небо-2019"[18];
- 27 августа-1 сентября — выступление на международном авиационно-космическом салоне "МАКС-2019[7];
- 5 октября — пресс-конференция на аэродроме базирования авиагруппы Двоевка (Вязьма) и демонстрационный полёт[19].

### Элементы пилотажа
Авиационная группа высшего пилотажа «Русь» имеет собственную программу выступлений, содержащую различные элементы группового и одиночного пилотажа. Перегрузки, испытываемые лётчиками, составляют от −4 до +8. Минимальное расстояние между самолётами во время полёта составляет один метр.

### Групповой пилотаж
- «Проход сквозь строй» — элемент встречного пилотажа. Один самолёт проходит сквозь строй из шести самолётов.
- «Вентилятор» — одиночный самолёт выполняет "бочку" вокруг пяти самолётов, летящих в формации «ромб». Первоначально выполняли всего двумя самолётами — на одном совершали "бочку" вокруг траектории другого.
- «Зеркало» — проход пары самолётов с выпущенными шасси, ведущий совершает "полубочку" и начинает перевёрнутый полёт. При пролёте перед зрителями кратковременно создаётся впечатление «зеркального отражения» самолёта ведомого.
- «Крест» — группа самолётов летит в формации «крест». Эту фигуру выполняют группой на 6 или 9 самолётах. В группе на 6 машинах элемент пилотажа выполняют следующим образом: четыре самолёта выстраивают в ряд друг позади друга, а ещё два — симметрично по бокам на уровне второго самолёта в ряду; в группе на 9 самолётах — пять самолётов выстраивают последовательно в ряд, оставшиеся четыре — симметрично парами по бокам от второго в ряду.
- Роспуск «Фонтан» — выполняют на четырёх самолётах.
- Роспуск «Тюльпан» — выполняют на шести самолётах.
- «Сердце» — на двух самолётах (или два звена — шесть самолётов) белым шлейфом рисуют фигуру в форме сердца, одиночный самолёт-«стрела» «пронзает» её.
- «Бочка четвёркой» — на четырёх самолётах совершают "бочку" вокруг своей траектории (при этом происводят «переворот» строя, а затем возвращение в исходные позиции).
- «Парная бочка» — аналогична «бочке четвёркой», но выполняют её на двух самолётах.

### Одиночный пилотаж
- Полёт на ПМВ — самолёт летит над ВПП с выпущенными шасси, после чего шасси убирают и продолжают полёт на предельно малой высоте, равной одному метру. Скорость самолёта при этом составляет 400 км/ч.
- «Колокол» — см. колокол.
- «Восходящая штопорная бочка» — "бочка" с набором высоты. Впервые на Л-39 выполнена солистом группы «Русь» Валерием Соболевым.
- «Посадка пьяного лётчика» — при заходе на посадку на самолёте начинают выполнять резкие манёвры с набором и потерей высоты.

См. также в разделе «Ссылки» — видеофрагменты выступлений.

### Фото
- Выступление пилотажной группы «Русь» на МАКС-2003
- Фото пилотажной группы «Русь»
- Фотоальбом пилотажной группы «Русь»

### Видео
- Авиационное шоу «100-летие ВВС России» в Жуковском
- Видеофрагменты выступлений и элементы пилотажа эскадрильи «Русь»
- Элементы пилотажа. Пилотажная группа «Русь»

### Интерактив
- 360º полноэкранная панорама выступления эскадрильи «Русь» в Таллине, Эстония.